# NVDIMM
非易失性双列直插式内存模块（英語：non-volatile dual in-line memory module，缩写NVDIMM）是一种用于计算机的随机存取存储器。非揮發性記憶體是即使断电也能保留其内容的内存，这包括意外断电、系统崩溃或正常关机。双列直插式表示该内存使用DIMM封装。NVDIMM在某些情况下可以改善应用程序的性能、数据安全性和系统崩溃恢复时间。这增强了固态硬盘（SSD）的耐用性和可靠性。

## 类型
JEDEC标准组织有三种型号的NVDIMM实现：
- NVDIMM-F：直接采用闪存作为内存的DIMM[5][6]。系统用户需要将存储DIMM与传统DRAM DIMM配对。NVDIMM-F已于2014年出产。
- NVDIMM-N：一个同时采用闪存与传统DRAM的DIMM模块。计算机直接访问传统DRAM。在发生电源故障时，模块将数据从易失性的传统DRAM复制到非易失性的闪存，并在恢复供电时复制回来。它只需使用一个小型的备份电源。
- NVDIMM-P规范预计于2018年由JEDEC发布[7]。它将使用ReRAM技术作为计算机的主内存，并使用DDR5接口。NVDIMM-P有非易失性DRAM，并可以存取外部的面向块（闪存）驱动器作为内存高速缓存。

非标准的NVDIMM实现：
- NVDIMM-X：一个同时采用闪存与易失性DRAM的DDR4 DIMM，由Xitore开发。

截至2012年11月，大多数NVDIMM使用NAND闪存作为非易失性存储器。新兴的内存技术旨在实现无需缓存或两个单独存储器的NVDIMM。英特尔和美光公司已经宣布采用NVDIMM-F的3D XPoint PCM技术。索尼和Viking科技也已宣布基于ReRAM技术的NVDIMM-N产品。2015年，三星和Netlist宣布了一个NVDIMM-P产品，可能基于Z-nand。

## 备份电源
NVDIMM从备份电源（BBU）DIMM演变而来，它使用一个後備電池为易失性存储器维持最长72小时的供电。但是，计算机组件中使用电池并不受欢迎，因为这寿命有限、可能被视为危险废物，并且含有违背RoHS标准的重金属。
如果模块包含非易失性存储器，当计算机主电源发生故障时，只需很短时间的备份电源，即可使模块将数据从易失性存储器复制到非易失性存储器。因此，现代NVDIMM使用板载超级电容存储电能。

## 接口
一些服务器厂商（如Supermicro）仍然制造采用DDR3接口的产品，不过2014、2015年的标准化工作（如JEDEC和ACPI）都已基于DDR4接口。

## 使用
BBU DIMM最初设计是为用作RAID HBA（主机总线适配器）或系统的高速缓存，以使高速缓存中的数据能在电源故障后存留。NVDIMM已领先RAID应用进入数据中心和雲端運算的快速存储设备及内存中处理领域。